# Чилми, Габриэлла
Габриэлла Лючия Чилми (англ. Gabriella Lucia Cilmi; род. 10 октября 1991, Мельбурн, Виктория, Австралия) — австралийская исполнительница и автор песен. Стала известна в 2008 году благодаря дебютным синглу «Sweet About Me» и альбому Lessons to Be Learned, получившему в Австралии платиновый статус.

## Ранние годы жизни
Габриэлла Чилми родилась 10 октября 1991 года в пригороде Мельбурна, Австралия. Её родители Паула и Джо Чилми родом из Калабрии, Италия, у неё есть родной брат Джозеф. Она училась в Колледже для девочек Святого сердца, но сейчас[когда?] продолжает своё обучение заочно.
С ранних лет она проявляла интерес к различным музыкальным направлениям, включавшим таких исполнителей, как Нина Симон, Led Zeppelin, Sweet, T.Rex и Кэт Стивенс, её кумиром была Дженис Джоплин. Она участвовала в группе, исполнявшей каверы на Led Zeppelin, Jet и Silverchair. 
В 2004 году она привлекла внимание представителя лейбла Warner Music Михаэля Париси своим исполнением песни «Jumpin’ Jack Flash» группы The Rolling Stones на общественном фестивале Lygon Street Festa в Мельбурне. В возрасте тринадцати лет Габриэлла посетила США и Великобританию, рассматривая предложения лейблов, в конечном итоге подписав контракт с английским Island Records.
31 марта 2008 года в Великобритании был выпущен дебютный альбом Габриэллы Lessons to Be Learned, который в мае того же года достиг 8-го места в национальном хит-параде.

## Дискография

### Студийные альбомы
- Lessons to Be Learned (Island Records, 2008)
- Ten (Island Records, 2010)
- The Sting (Sweetness Tunes, 2013)